# Bathyblennius antholops
Bathyblennius antholops är en fiskart som först beskrevs av Springer och Smith-vaniz, 1970.  Bathyblennius antholops ingår i släktet Bathyblennius och familjen Blenniidae. Inga underarter finns listade.